# Disco (supermercado de Uruguay)
Supermercados Disco del Uruguay es una cadena de supermercados uruguaya, perteneciente al Grupo Éxito, con locales en los departamentos de Montevideo, Canelones, Maldonado y San José.

## Historia
La cadena de supermercados Disco de Uruguay, comenzó sus actividades comerciales en 1960, inaugurando su primera sucursal en el barrio Pocitos de Montevideo, el histórico Disco N°1 en el barrio homónimo.
Ya para 1970 la compañía contaba con 11 locales, distribuidos estratégicamente en la ciudad de Montevideo,La década del 70 determina un lento crecimiento de la economía, debido al estancamiento que vivía el país, con un efecto desestimulador de la inversión privada. 
Pero ya en el año 1977 con el auge del turismo y frente a la necesidad de apoyar las gestiones ministeriales y departamentales para brindar al turismo una infraestructura más competitiva a nivel regional, respecto principalmente a Mar del Plata, Disco decide su expansión hacia el este, donde hoy cuenta con 4 locales.
En 1991 el grupo Disco se unió a un ambicioso proyecto local y urbanístico en la construcción de un centro comercial en el barrio residencial de Punta Carretas reciclando para ello el antiguo edificio de la Cárcel Central. 
El resultado del proyecto, declarado de interés turístico nacional, fue la inauguración en el año 1994 del mayor local de Supermercados Disco, con 2200 m² de área de ventas y con gran énfasis en la oferta de productos perecederos, denominándose este local como Disco Natural.
En 1997 sus propietarios deciden asociarse con la cadena de supermercados francesa Casino para conformar el Grupo Disco Casino, grupo que no solo operaría las actividades de los supermercado Disco, sino también de las cadenas que posteriormente fueran adquiridas por el Grupo, como por ejemplo Devoto y Geant.se realizan los estudios de mercado correspondientes para determinar la ubicación geográfica del mismo, mostrándose como lugar más favorable las zonas adyacentes al puente Carrasco, tanto por su potencial crecimiento demográfico como por sus convenientes vías de acceso. 
Este es el origen del Centro Comercial Parque Roosevelt que abrió sus puertas el 29 de septiembre de 1999.
En 2011, el Grupo Casino realizó la venta de la empresa Spice Investment, dueña del 62,5% de las acciones de Disco y Géant, compra que sería efectuada por el grupo colombiano Éxito. 
Solo en 2012, el grupo operaba un total de 52 tiendas, con una facturación de 453 millones de euros.
Históricamente la cadena contaba con los supermercados Disco Natural, estos de alguna forma fueron las primeras pruebas de supermercados orgánicos y saludables en el país. En sus inicios contaba simplemente con dos sucursales, una en Montevideo y otra en Atlántida. Posteriormente surgirían las cadenas Disco Fresh Market, y los Disco Naturales adoptarían la denominación de Fresh Market.

## Servicios
- Tarjeta MÁS: tarjeta de puntos y beneficios para clientes de todos los supermercados Disco, Devoto y Géant
- Disco Home: tanto en Disco, como en las otras cadenas pertenecientes al grupo, cuentan con un espacio  exclusivo para artículos del hogar (camas, mesas, baños, decoración, jardín, muebles, audio, video, TV y electrodomésticos).
- Disco Express: envío de compras a domicilio.
- El Disco Fast: Cadena de minimercados cuya apertura es luego del cierre de las sucursales mayores.
- Disco a Bordo,  es un servicio exclusivo para clientes que abordan el Puerto de Punta del Este durante la temporada estival de turistas.

## Controversias
En abril de 2014, una de sus sucursales fue denunciada penalmente por la Intendencia de Montevideo, debido a ciertas irregularidades en el etiquetado, como la adulteración de la fecha de caducidad, la venta de productos vencidos, con fecha ilegible y con doble vencimiento. 

## Sucursales

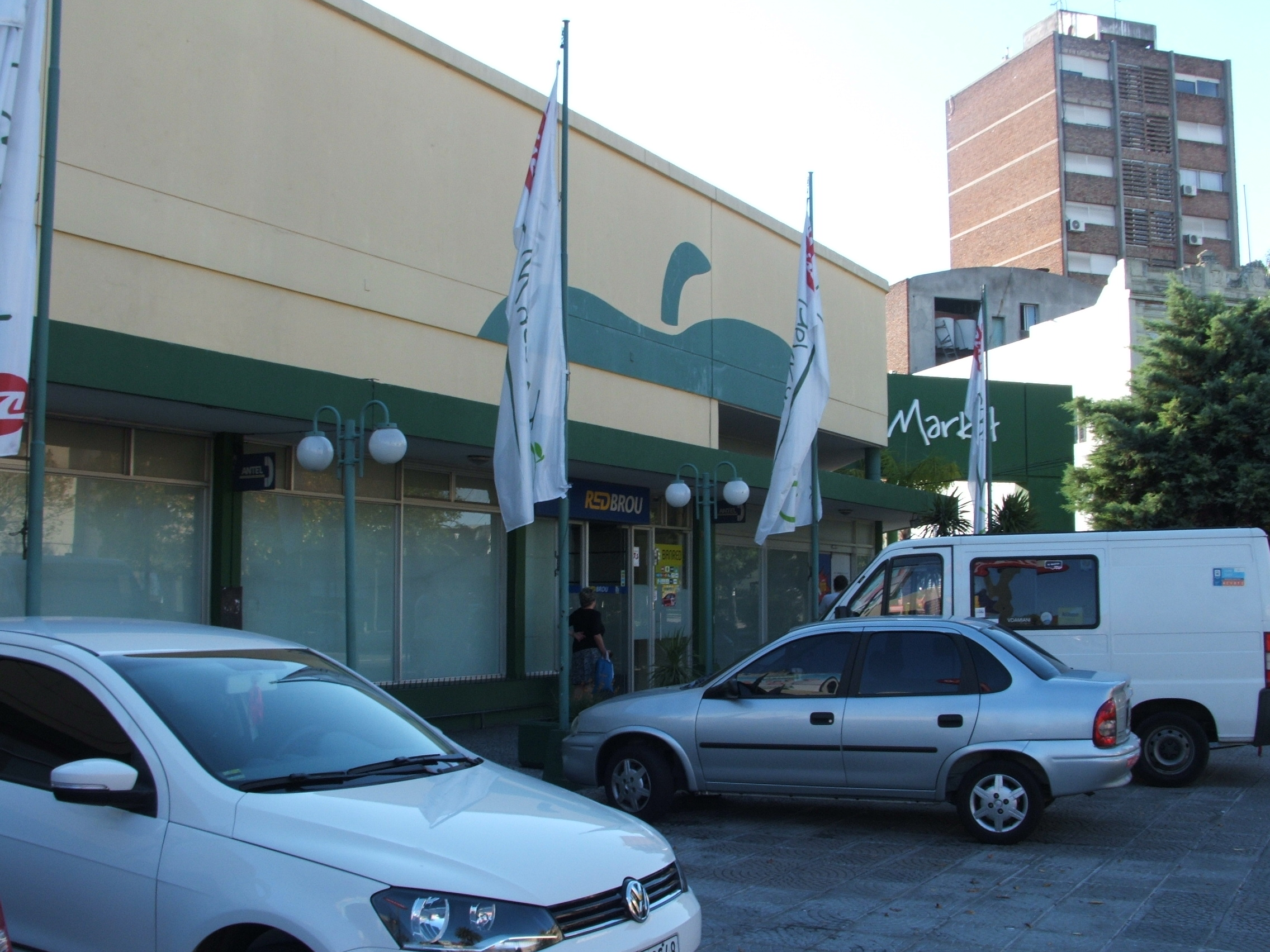
Disco Fresh Market en Montevideo.

Disco cuenta con un total de diecinueve sucursales; trece en Montevideo, cinco en Canelones y una en San José. Estas se suman a las sucursales Fresh Market, repartidas entre Montevideo y Maldonado.

### Disco Fresh Market
Los supermercados Disco Fresh Market están dedicados a la comercialización de productos saludable y orgánicos. Históricamente solían denominarse como Disco Natural, pero fueron modificados por el término "Fresh Market". Este espacio también fue implementado en varios supermercados de su marca hermana Devoto.
En 2024 hay un total de once sucursales bajo este concepto; tres en Maldonado y ocho en Montevideo.